# دهستان لار
دهستان لار، دهستانی از توابع بخش لاران شهرستان شهرکرد در استان چهارمحال و بختیاری است.

## جمعیت
براساس سرشماری سال ۱۳۸۵ جمعیت آن ۱۳٬۸۲۴ نفر (۳٬۱۵۹ خانوار) بوده‌است.